# 프랜시스 데 라 투어
프랜시스 데 라 투어(Frances de la Tour, 1944년 7월 30일 ~ )는 잉글랜드의 배우이다.

## 작품 목록
- 거울 나라의 앨리스
- 더 컬렉션
- 닥터 두리틀 - 깅코-후-소어스 역 (목소리)
- 에놀라 홈즈 - 튜크스배리의 할머니 역